# سیسیلیانا

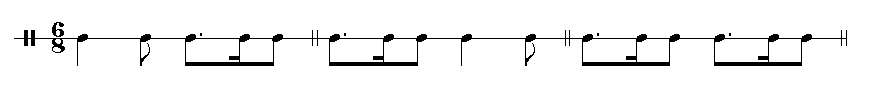
ریتم سیسیلیانا

سیسیلیانا (ایتالیایی: Siciliana) یا سیسیلیانو سبک یا گونه‌ای موسیقایی است که اغلب به عنوان موومانی از یک قطعه‌موسیقی بزرگ‌تر در دوره باروک به‌کار می‌رفت. ریتم سیسیلیانا معمولاً ۶/۸ یا ۱۲/۸ موزون و آهسته است که آن را شبیه ژیگ یا تارانتلای آهسته می‌کند.
سیسیلیانا که بیشتر در تونالیته مینور با ریتم نقطه‌دار نواخته می‌شود نسبتی دور نیز با جزیرهٔ سیسیل و حال‌وهوای روستایی آن دارد. این فرم موسیقایی به‌خصوص در آریاهای اپرای دورهٔ باروک رایج بود.